# Henry Zambrano
Henry Zambrano Sandoval (7 de agosto de 1973, Soledad) es un exfutbolista colombiano. En su carrera defendió varios equipos profesionales de Colombia y Estados Unidos principalmente.

## Trayectoria
Su carrera en clubes le hizo jugar para equipos importantes de su país como Independiente Medellín, América de Cali, Junior de Barranquilla, Millonarios y Atlético Nacional destacándose sobre todo en América y Medellín.
A principios de la década del 2000 defendió algunos clubes de la Major League Soccer; MetroStars, DC United y Colorado Rapids también un breve paso por Deportes La Serena de Chile además de equipos de la Primera B en sus últimos años de carrera.
Jugó para la selección de fútbol de Colombia en todas las categorías. En sus inicios se hizo un nombre destacado en la Copa Mundial de Fútbol Juvenil de 1993, donde fue el ganador de la Bota de Oro, premio al goleador del torneo. Más tarde pasó a la Selección de fútbol de Colombia, donde jugó entre 1994 y 1999.
Entre los logros más destacados de su carrera están los títulos en el Campeonato de 1997 con el América de Cali y el Finalización del año 2003 con el Deportes Tolima; también fue Subcampeón de la Copa Libertadores 1996 con América de Cali.

## Clubes
| Club                   | País           | Año       |
| ---------------------- | -------------- | --------- |
| Independiente Medellín | Colombia       | 1990-1993 |
| América de Cali        | Colombia       | 1994-1996 |
| Independiente Medellín | Colombia       | 1996      |
| América de Cali        | Colombia       | 1997      |
| LDU Quito              | Ecuador        | 1997      |
| Atlético Nacional      | Colombia       | 1998-1999 |
| MetroStars             | Estados Unidos | 1999      |
| Colorado Rapids        | Estados Unidos | 2000      |
| Junior de Barranquilla | Colombia       | 2001      |
| Millonarios            | Colombia       | 2002      |
| DC United              | Estados Unidos | 2002      |
| Deportes Tolima        | Colombia       | 2003-2004 |
| Deportes La Serena     | Chile          | 2005      |
| Deportes Quindío       | Colombia       | 2005      |
| Boyacá Chicó F. C.     | Colombia       | 2006-2007 |
| Depor Aguablanca       | Colombia       | 2008      |
| Atlético de la Sabana  | Colombia       | 2009      |
| Cortulua               | Colombia       | 2009      |

## Palmarés

### Campeonatos nacionales
| Título              | Club              | País     | Año     |
| ------------------- | ----------------- | -------- | ------- |
| Primera División    | América de Cali   | Colombia | 1996/97 |
| Primera División    | Atlético Nacional | Colombia | 1999    |
| Torneo Finalización | Deportes Tolima   | Colombia | 2003    |
| Primera B           | Cortuluá          | Colombia | 2009    |

### Distinciones individuales
| Distinción                                 | Año  |
| ------------------------------------------ | ---- |
| Bota de Oro del Mundial Juvenil de 1993    | 1993 |
| Goleador de la Copa de las Américas Sub-23 | 1994 |